# Zuckerfabrik Heilbronn

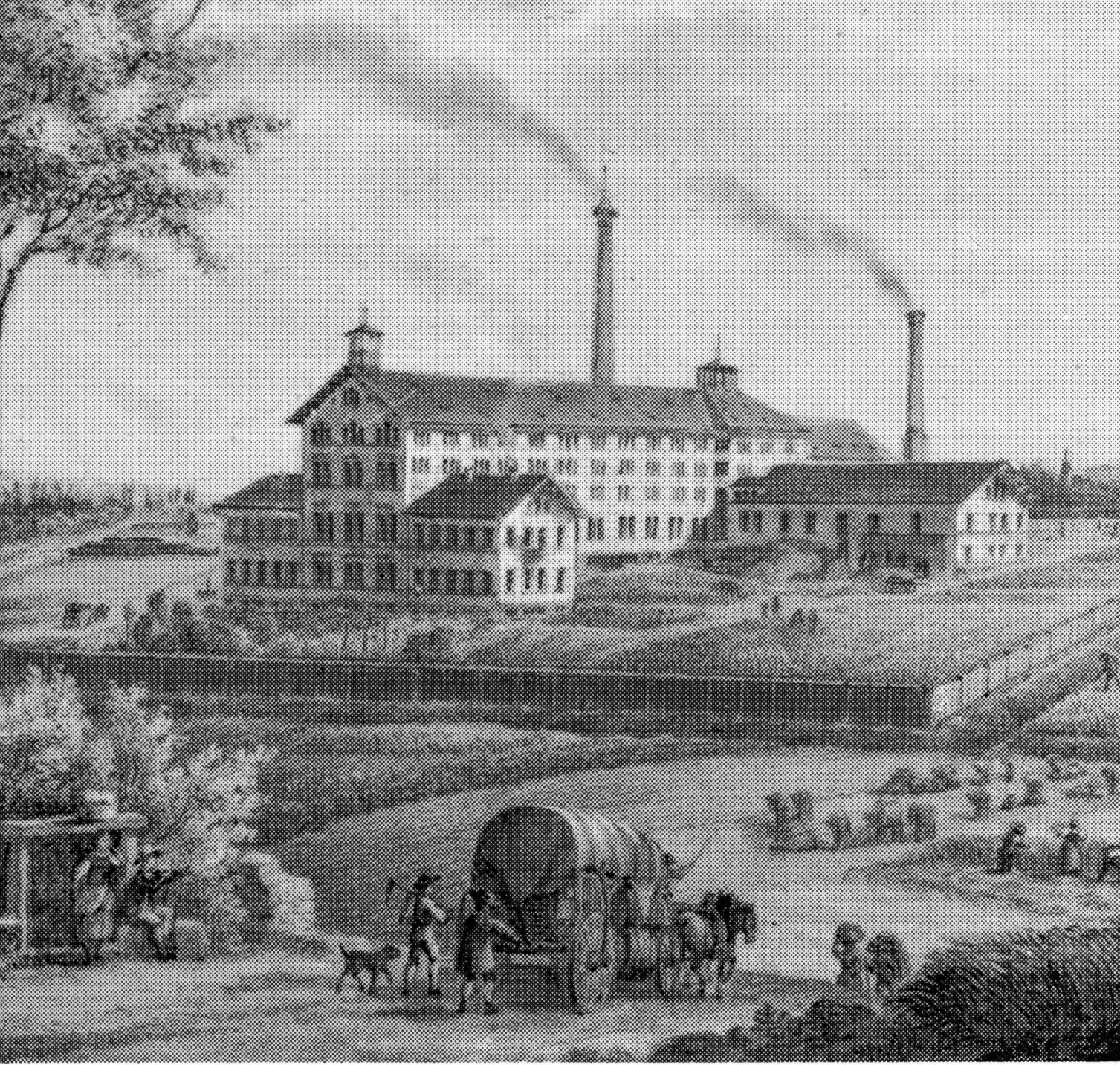
Heilbronn, Zuckerfabrik auf dem Rosenberg

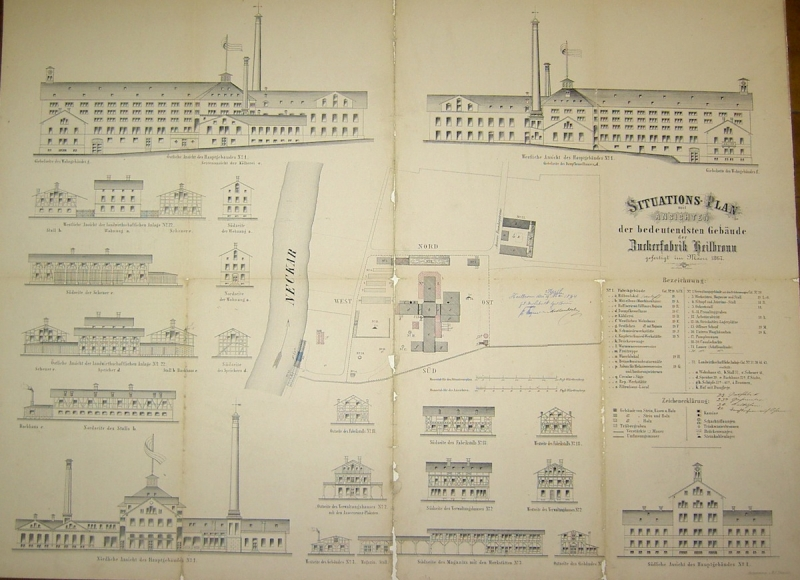
Plan von 1867 mit Einzeichnung eines geplanten Dampfkrans 1894 (Gebäudebestand vor dem Großbrand der Zuckerfabrik vom Mai 1913).

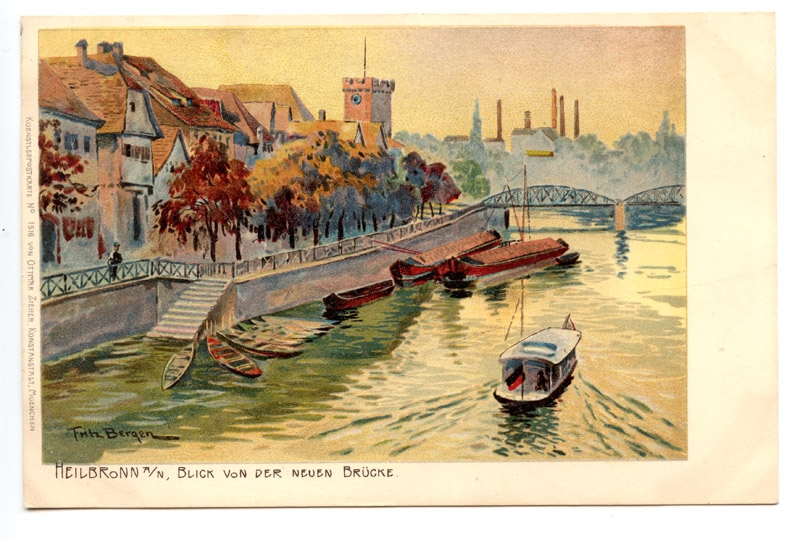
Gemälde der Heilbronner Neckarpartie von Fritz Bergen um 1900, im Hintergrund sind die Schornsteine der Zuckerfabrik zu sehen.

Die Zuckerfabrik Heilbronn bestand aus mehreren Generationen von Fabrikgebäuden, die von 1853 bis 1971 bestanden. An ihrer Stelle befindet sich heute das Rosenberg-Hochhaus, das mit 58 Metern höchste Wohnhaus Heilbronns (Stand 2012). Das Unternehmen gehörte zu der Süddeutschen Zucker AG.

## Geschichte
Das Gebäude der Rübenzuckerfabrik wurde von der Stadt Heilbronn am 15. Oktober 1853 fertiggestellt. Die Produktion von Zucker begann am 15. Januar 1855. 1913 schlossen sich die Süddeutschen Zuckerfabriken zu einer Rübenerwerbsvereinigung mit einem gemeinsamen Ankauf zusammen, daraus entstand 1926 die Süddeutschen Zucker Aktiengesellschaft, zu der die Zuckerfabrik Heilbronn gehörte. Das Gebäude bestand aus einem ca. 125 Meter langen und fast 20 Meter breiten Hauptgebäude mit zwei Flügeln. Neun Kessel betrieben sechs Dampfmaschinen von 99 PS, welche bis zu 400 000 Zentner Rüben verarbeiteten. Ein 55 Meter hoher Kamin überragte die Fabrik. Über den Neckar führte eine 1,4 Kilometer lange Drahtseilbahn zum Güterbahnhof, welche täglich 30 Waggon Rüben zur Fabrik transportierte. Nachdem die Bottwartalbahn gebaut wurde, erhielt die Heilbronner Zuckerfabrik auf dem Rosenberg einen eigenen Gleisanschluss und nahm eine steile Aufwärtsentwicklung an. Am 22. Mai 1913 brannte die Fabrik aus, der Schaden betrug 1,9 Millionen Mark. Am 22. September 1913 beschloss die Stadt die Zuckerfabrik neu, architektonisch aufwändiger und wesentlich größer auf altem Platz am Rosenberg und mit Anschluss an Heilbronner Südbahnhof und der unentbehrlichen Bottwartalbahn aufzubauen. Der Bau zeigte verschiedene architektonische Details, die der klassizistischen Schule von Karl Friedrich Schinkel und Friedrich Weinbrenner entlehnt waren:

„Der Kern der Anlage mit den Pyramidendächern mit Treppenaufgängen, den zwei herauswachsenden Aufbauten mit Walmdach, den kirchenschiffartig davorgesetzten Querbauten, den die Dachsteinfassade untergliedernden Pilastern und den Lünettenfenstern steht in der Schinkel- und Weinbrenner-Nachfolge der Industriebauten des 19. Jahrhunderts, welche den Zweckbauten in ihrem äußeren mit den verschiedenen Kunstepochen entlehnten Stilelementen etwas Ästhetisches verleihen wollen, die gesamte Anlage in ihrem kunstvollen Aufbau von außen nach innen bildet eine geschlossene Einheit.“

Eine Ansicht der Zuckerfabrik Heilbronn um 1865 wurde in einer Bleistiftzeichnung von Johannes Läpple in ALBUM VON HEILBRONN … XII Ansichten nach der Natur … gezeichnet von J. Läpple und lithographiert von E. Emminger festgehalten. Weiter war die Ansicht auf die Zuckerfabrik von der Friedrich-Ebert-Brücke aus, Gegenstand von Fotografien und Lithographien, so von Fritz Bergen. Im Zweiten Weltkrieg wurde der Fabrikbau nur leicht beschädigt und konnte nach dem Wiederaufbau seinen erfolgreichen Betrieb fortsetzen. 1956 wurde der große Diffusionsturm, auch Auslaugeturm errichtet, wo den Rüben der Saft entzogen wurde. Bei einem Durchmesser von 4,5 Metern war dieser 24 Meter hoch. 1971 verlegte die Zuckerfabrik ihr Heilbronner Werk nach Offenau. Die Fabrikgebäude wurden abgebrochen, und auf dem Gelände entstand eine neue Wohnstadt. Das bei der Wohnsiedlung Rosenberg gelegene Hochhaus wurde nach eineinhalbjähriger Bauzeit am Freitag, dem 20. Mai 1973 eingeweiht.

### Direktoren der Zuckerfabrik (Auswahl)
- C. Schwanitz, 1853 technischer Direktor[2]
- Karl Mayer, 1891 bis 1901 landwirtschaftlicher Direktor (zuvor ab 1869 landwirtschaftlicher Inspektor)
- Adolf von Marchtaler (1840–1902), Direktor[3]